# Vochysia braceliniae
Vochysia braceliniae är en tvåhjärtbladig växtart som beskrevs av Standley. Vochysia braceliniae ingår i släktet Vochysia och familjen Vochysiaceae. Inga underarter finns listade i Catalogue of Life.